# سیارک ۹۴۹۱
سیارک ۹۴۹۱ (به انگلیسی: 9491 Thooft، نامگذاری:1205T-1) نه هزار و چهارصد و نود و یکمین سیارک کشف شده‌است که در ۲۵ مارس ۱۹۷۱ کشف شد.
قدر مطلق سیارک برابر ۱۵٫۳۰ است.